# شلی مک‌نامارا
شلی مک نامارا (انگلیسی: Shelley McNamara؛ زادهٔ ۱۹۵۲ (۷۲–۷۳ سال) معمار اهل جمهوری ایرلند است که از سال ۱۹۷۶ در کالج دانشگاهی دوبلین تدریس می‌کند. وی در سال ۲۰۲۰ به همراه یوونه فارل برنده جایزه طلایی پادشاهی و جایزه معماری پریتزکر شده‌است.